# Pływanie na Letniej Uniwersjadzie 2007 – 800 metrów stylem dowolnym mężczyzn
Zawody pływackie w konkurencji 800 metrów stylem dowolnym mężczyzn odbyły się 10 sierpnia na pływalni Aquatic Center of Thammasat University w Bangkoku.
Złoto wywalczył Chad Latourette. Srebro zdobył Yuriy Prilukov. Brązowy medal przypadł reprezentantowi Ukrainy Sergiowi Fesenko.
Finał B nie był rozgrywany na tym dystansie.

## Finał
| Rk. | Kraj | Zawodnik         | Czas    |
| 1   | USA  | Chad Latourette  | 7:49.90 |
| 2   | RUS  | Jurij Priłukow   | 7:50.49 |
| 3   | UKR  | Serhij Fesenko   | 7:52.41 |
| 4   | RUM  | Dragos Coman     | 7:58.05 |
| 5   | AUT  | David Brandl     | 7:58.33 |
| 6   | GER  | Thomas Lurz      | 7:59.12 |
| 7   | USA  | Alex Vanderkaay  | 8:04.43 |
| 8   | AUT  | Florian Janistyn | 8:05.53 |